# Bergeijk (plaats)
Bergeijk (uitspraakⓘ) (Brabants:  Bérgààjk) is de hoofdplaats van de gelijknamige gemeente Bergeijk, in de Nederlandse provincie Noord-Brabant. De plaats is gelegen in regio de Kempen en is een van de Zeven Heerlijkheden. Op 1 januari 2023 woonden er 10.745 mensen.

## Etymologie
De oudste benaming voor Bergeijk is Echa (1137), later werd het Eik of Eikelberge en in de 16e eeuw werd het Bergeijk. Men neemt aan dat de naam voortkomt uit de verering van een eik op een heuvel, een boomheiligdom.
Bergeijkenaren worden ook wel Hanikken genoemd. Dit komt omdat de roep van de Vlaamse gaai, die in dit dorp ook wel "hanikauw" genoemd wordt, zou klinken als: Bergèk Bergèk. 

## Geschiedenis

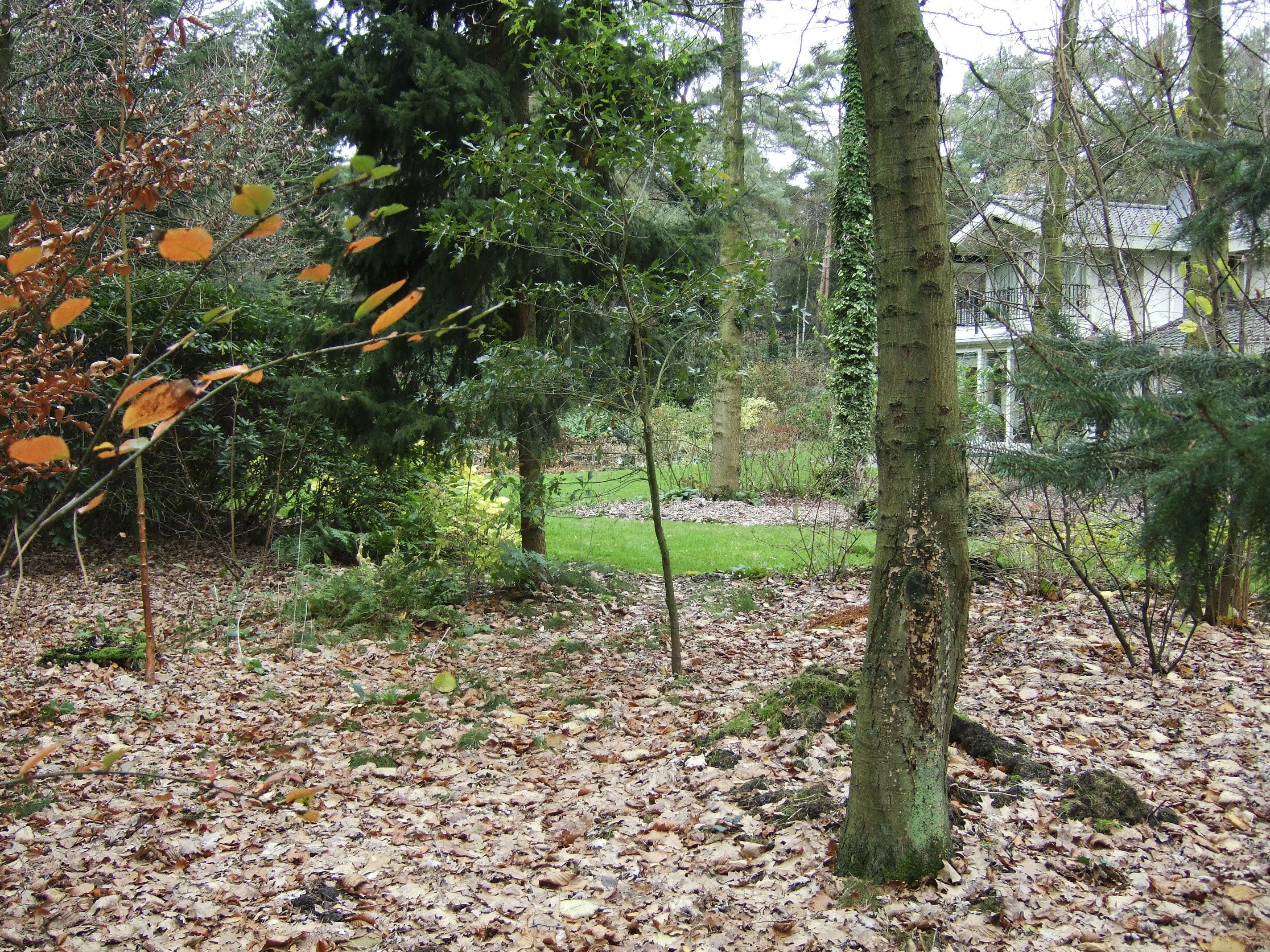
Vroegmiddeleeuws grafveld nabij een woning, Bergeijk, Rijksdienst voor het Cultureel Erfgoed, 2006

Het gebied waarin het hedendaagse Bergeijk ligt is al sinds de steentijd bewoond, waarvan tal van archeologische vondsten getuigen. Ook uit de urnenveldencultuur resteerden er tal van grafheuvels, waar onder andere de amateurarcheoloog Petrus Panken veel onderzoek naar heeft verricht.
De oudste vermelding van het dorp is uit 1137, toen de plaats voorkwam in de goederenlijst van de Sint-Jacobsabdij te Luik. Niet alleen deze abdij, maar ook de kerk van Thorn had hier invloed, terwijl Bergeijk ook een heerlijkheid was, die tevens dorpen als Westerhoven, Riethoven, Dommelen, Borkel en Luyksgestel omvatte. De heren behoorden aanvankelijk tot het geslacht Van Eijk. Later kreeg de Hertog van Brabant geleidelijk meer invloed.
De kerken van de omliggende dorpen waren ondergeschikt aan de Sint-Petruskerk van Bergeijk, maar geleidelijk werden dit zelfstandige parochies. Omstreeks het jaar 1000 moet op de plaats van de huidige Hofkerk reeds een houten kerkje hebben gestaan. Dit werd later door een tufstenen romaans kerkje vervangen, waarna de huidige Hofkerk is gebouwd.
In 1331 verleende hertog Jan III van Brabant gemeenterechten aan de inwoners van Bergeijk en Westerhoven. Dit hield in dat zij van de woeste gronden gebruik konden maken. Dit recht werd in 1544 bevestigd door keizer Karel V.
Bergeijk, Westerhoven en Riethoven behoorden tot 1468 tot de schepenbank van Eersel, maar daarna verleende Karel de Stoute stadsrechten aan Bergeijk met het recht om een eigen schepenbank te benoemen. Hiervan maakten Bergeijk, Westerhoven, Riethoven, Borkel en Schaft en Dommelen deel uit, maar Luyksgestel niet, daar dit tot het prinsbisdom Luik behoorde. Dommelen werd in 1561 van de schepenbank afgesplitst.
In de buurtschap Lijnt, enkele honderden meter ten zuidoosten van 't Hof lag kasteel Portinc. Hier woonde het middeleeuwse geslacht Bac. In 1587 werd dit kasteel verwoest als gevolg van de Tachtigjarige Oorlog. De ruïne was nog tot in de 19e eeuw zichtbaar. Toen Filips II geld nodig had, gaf hij in 1626 de heerlijkheid Bergeijk uit. Deze omvatte ook Riethoven, Westerhoven en Borkel. Gerard van Broeckhoven, een schepen uit 's-Hertogenbosch, werd de eerste heer. In 1658 was de verpanding afgelost, maar nu was Bergeijk een statendorp, waar de Staten-Generaal van de Nederlanden rechtstreeks het gezag hadden. In 1648 werd de uitoefening van de katholieke godsdienst voor enige tijd verboden en moesten katholieken hun toevlucht nemen tot een grenskerkje op de heide van Luyksgestel, dat niet tot de Republiek behoorde. Wel kwam er een Hervormde predikant, die van de genaaste katholieke kerk gebruik kon maken. De katholieken kregen in 1798 hun kerk weer terug en in 1812 kregen de protestanten een eigen kerk.
De economie was voornamelijk agrarisch, maar vanaf 1600 was er ook handel door de teuten, vooral haarteuten. Op het einde van de 19e eeuw kwam er wat industrie: zuivel, metaalwaren en, in 1923, Weverij de Ploeg. Die laatste is in 2007 gesloten en het gebouw is daarna nog regelmatig gebruikt voor kunstexposities.
In 1810 ontstond de gemeente Bergeyk, waartoe ook Weebosch behoorde. In 1997 werd deze samengevoegd met Riethoven, Westerhoven en Luyksgestel tot de huidige gemeente, die per 25 september 1998 werd hernoemd tot Bergeijk.

## Bezienswaardigheden

### Kerkelijke gebouwen

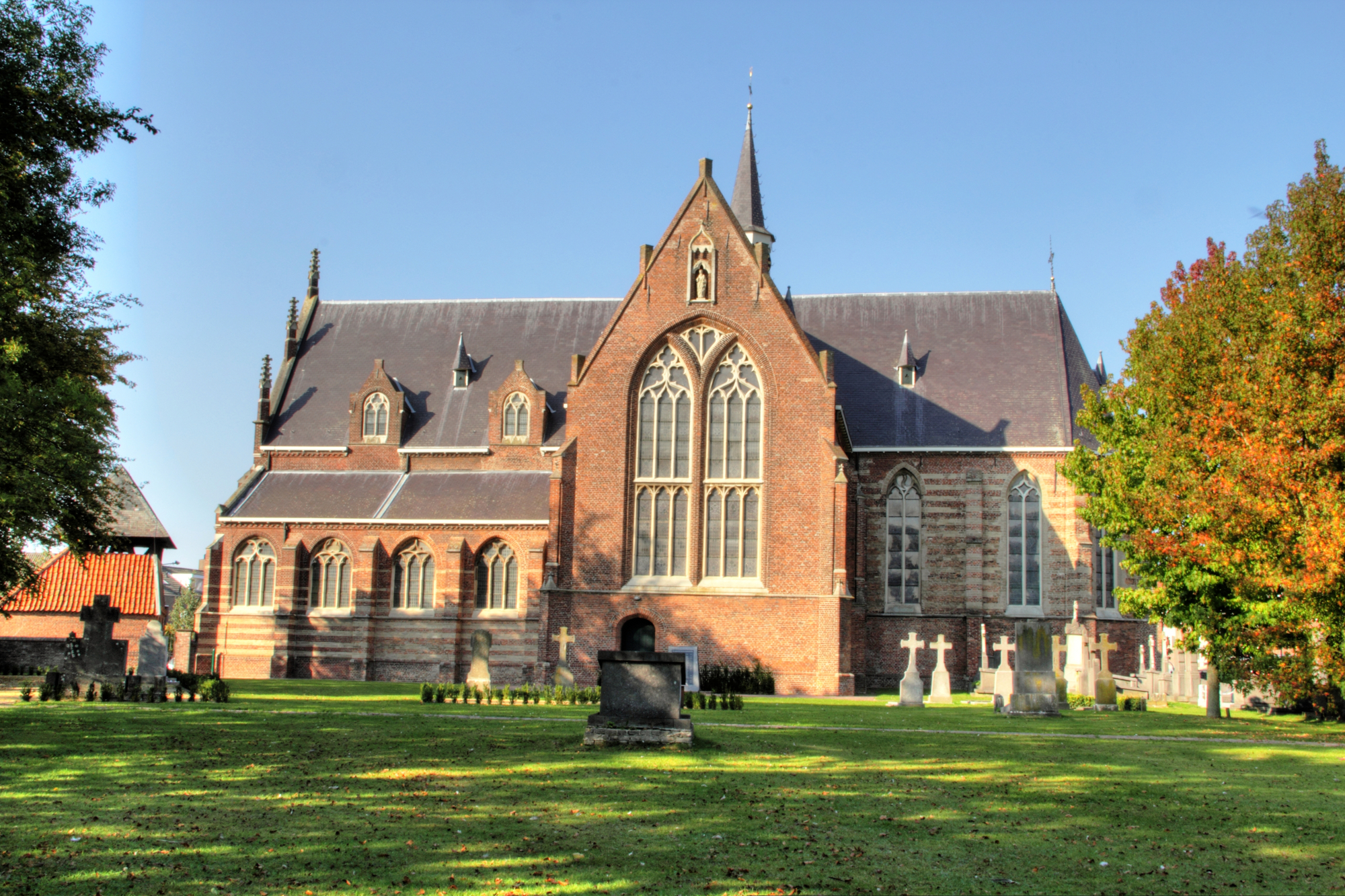
Sint-Petrus' Bandenkerk of Hofkerk

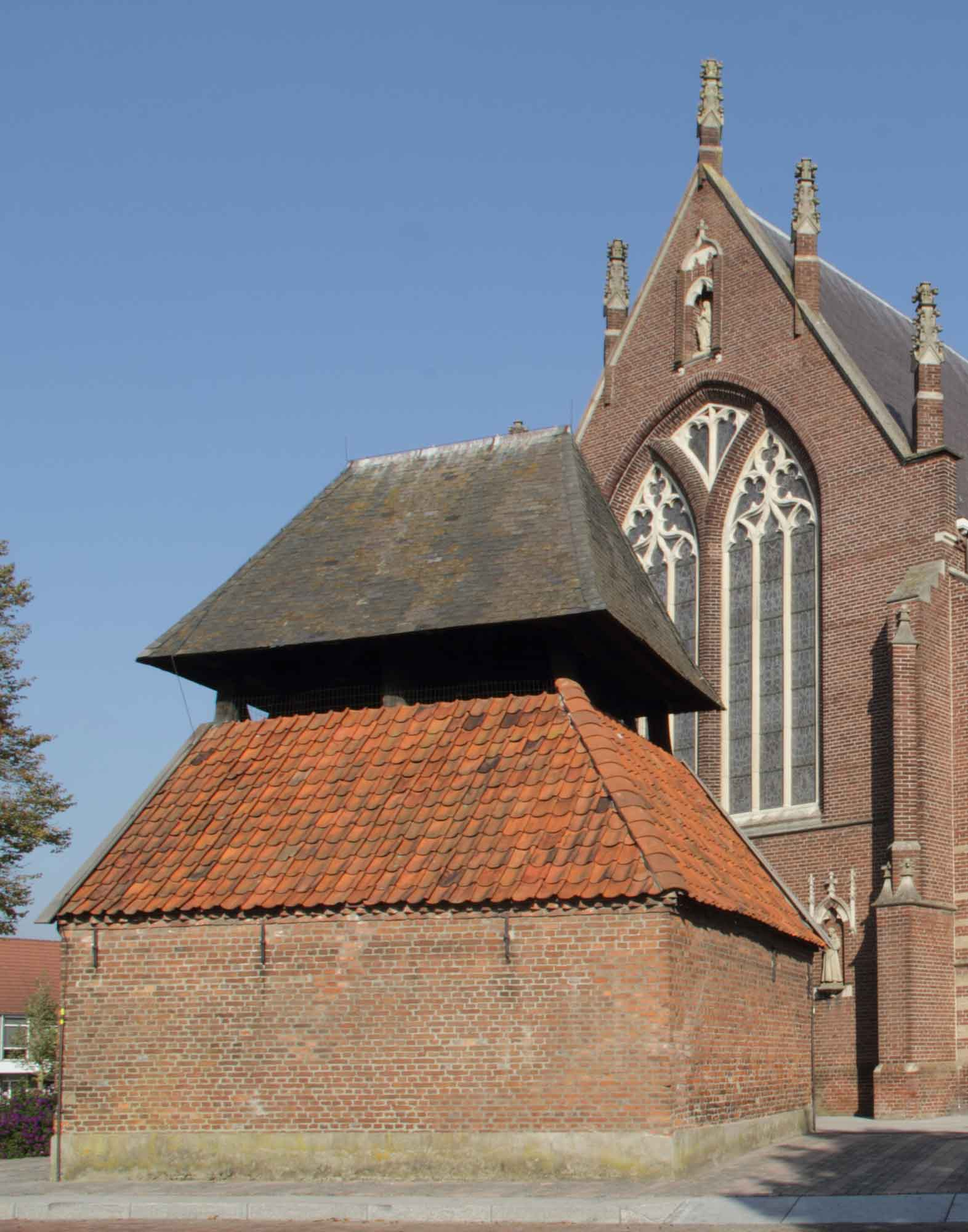
Luihuis

- Sint-Petrus' Bandenkerk of Hofkerk. Dit is een gotische kruiskerk zonder toren, maar met een klein kruistorentje, in pseudobasilikale stijl gebouwd. De toren is in 1650 omgevallen en nooit meer herbouwd. Het interieur is sober en bevat beelden van Sint-Jan en Sinte-Lucia uit 1490.
- Het luihuis is een klokkenstoel die zich voor de kerk bevindt. Hoewel er vroeger meer van zulke klokkenstoelen voorkwamen in Noord-Brabant zijn de meeste ervan verdwenen, zodat deze als uniek kan worden beschouwd. Ze bestaat uit een eikenhouten gebint, dat afgeschoten is met een bakstenen muurtje en planken en voorzien is van een met leien bedekt dak. Het luihuis werd in 1669 gebouwd ter vervanging van de ingestorte toren. In het luihuis hangt een klok uit 1367, die gegoten is door Jacobus van Helmond.
- De protestantse kerk is een neoclassicistisch zaalkerkje uit 1812.
- Kapelletje van Onze Lieve Vrouw van Brabant, aan 't Hof uit 1934, ontworpen door Jos. Bedaux in opdracht van het Brabants Studenten Gilde. In 1957 werd een stenen Mariabeeld geplaatst, dat een kopie was van het eerder aanwezige gipsen beeld.
- Het Patersbos bij 't Hof bevat twee kapelletjes die herinneren aan de aanwezigheid van een klooster dat van 1880 tot 1969 heeft bestaan. Het betreft een neogotisch kapelletje uit 1906, gewijd aan Onze Lieve Vrouw van Smarten, gebouwd door de Ursulinen, die er van 1880-1939 aanwezig waren. Het raakte in verval maar werd in 1984 weer gerestaureerd. De andere kapel is gewijd aan Onze Lieve Vrouw van Lourdes en is in 1955 gebouwd door de Assumptionisten die van 1939-1969 in het klooster woonden. Het kapelletje is gebouwd met stenen die waren overgebleven na de bouw van een varkenshok. Na vandalisme is het beeld gerestaureerd en in 2010 in zijn oorspronkelijke kleuren in de kapel teruggeplaatst. Waar het klooster was, is nu het bejaardentehuis.

### Wereldlijke gebouwen
- Oude raadhuis, uit 1923.

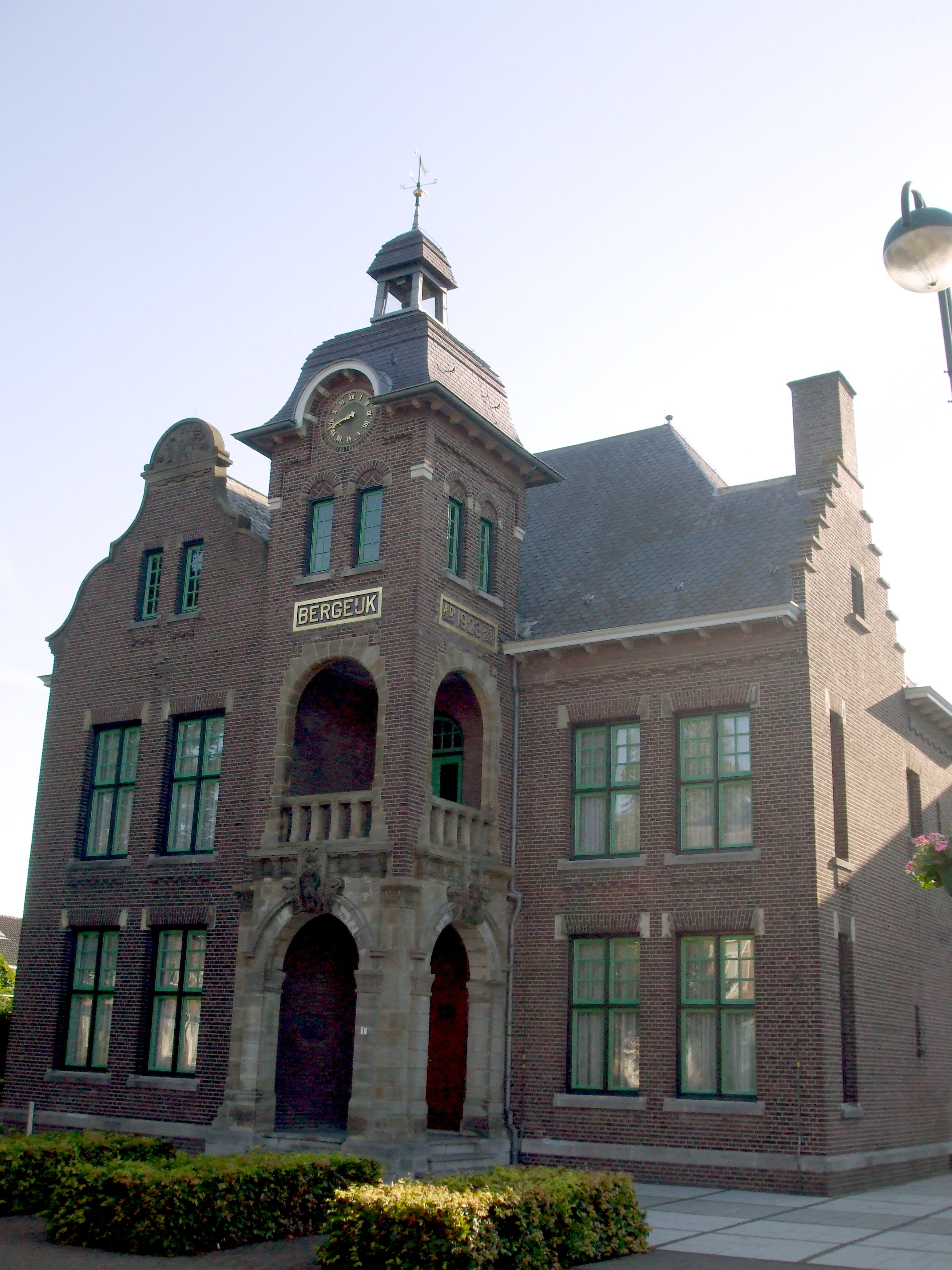
oude Raadhuis

- Doktershuis, tegenover het raadhuis, met baksteenmotieven, uit 1893.
- Teutenhuis, achter de protestantse kerk. Dit oudste woonhuis van Bergeijk is van 1722 en behoorde toe aan de teuten. Ooit was hier een boerderij met herberg ‘De Ster’. Nu is er het Cultuurhuis Bergeijk gevestigd. Te bezoeken voor wisselende exposities, een vaste expositie ‘verhaal van Bergeijk’ en het archeologisch depot.
- Notarishuis uit 1804

### Windmolens
- Standerdmolen Bergeijk

### Gerrit Rietveld
Bergeijk is beroemd als Rietvelddorp. Aan hem herinnert onder meer:
- De fabriek van Weverij de Ploeg, ten noorden van het centrum, werd ontworpen door Gerrit Rietveld en in gebruik genomen in 1958. De fabriek is in 2007 gesloten; het gebouw is rijksmonument.
- Een park, ontworpen door Mien Ruys, omringt de fabriek.
- In dit park bevindt zich een klok op een zuil, die ontworpen is door Gerrit Rietveld.
- Eveneens ontwierp Rietveld een abri voor de bushalte.
- Het Huis Visser op Eikendreef 2, uit 1956, de woning van Martin Visser, die als ontwerper bij de Bergeijkse meubelfabriek Spectrum degene was die Rietveld naar Bergeijk haalde, deze villa is later verbouwd door Aldo van Eyck
- Een woning op Fazantlaan 14, uit 1958

### Archeologie
- Vier gerestaureerde grafheuvels aan de Eerselsedijk, ongeveer uit 1350 v. Chr.

### Musea
- In het Cultuurhuis Bergeijk is de vaste expositie ‘verhaal van Bergeijk’, het archeologisch depot, aangevuld met een wisselende expositie te bezoeken. Daar is ook informatie te verkrijgen over het bezoeken van de grafheuvels.
- Het Pankenmuseum is een klein museum in de Akkermuntstraat dat de nalatenschap van amateurarcheoloog en heemkundige Petrus Panken bevat. Het is na afspraak te bezichtigen.
- Het Fietsenmuseum is een particulier museum met meer dan 100 fietsen gevestigd aan het Eijkereind en op afspraak te bezichtigen.
- Het Nationaal en Internationaal Museum de Sigarenmaker is gevestigd op Hagelkruis 47 Bergeijk.

### Openbare kunst
- ‘t Hermenieke is een bronzen beeldengroep van een (klein harmonietje) van de beeldhouwster Willy van der Putt, dat is geplaatst naar aanleiding van Koninklijke Harmonie Echo van de Kempen, die in 1887 werd opgericht en meermaals winnaar werd van internationale muziekconcoursen. Daarvoor was ook in 1845 al eens een harmonie opgericht die echter geen lang leven was beschoren. Er is een bekend spotliedje op 't Hermenieke gemaakt dat waarschijnlijk uit het midden van de 19e eeuw stamt. Het beeldje staat tegenover het luidhuis.
- De Kattendans is eveneens een bronzen beeldengroep die is gebaseerd op volksverhalen. Om de grafheuvels zouden, volgens de overlevering, 's nachts de katten dansen. Ook het cultureel centrum heet De Kattendans.
- Bestuurstempel is een monumentaal Cortenstalen beeld van de Bergeijkenaar Harry Verhoeven, dat is geplaatst voor het gemeentehuis.

Aan de Domineestraat bevindt zich sinds 2011 een bloemen- en beeldentuin met een strakke vormgeving naar het principe van wijlen Mien Ruys. De borders bevatten een schakering van toon en kleur en vormen een contrast met bestrating en betontegelpaden. De Cortenstalen beelden die er staan zijn van kunstenaar Harry Verhoeven. In de tuin staat een glazen paviljoen waar regelmatig kleinschalige tentoonstellingen plaatsvinden.

#### Afbeeldingen

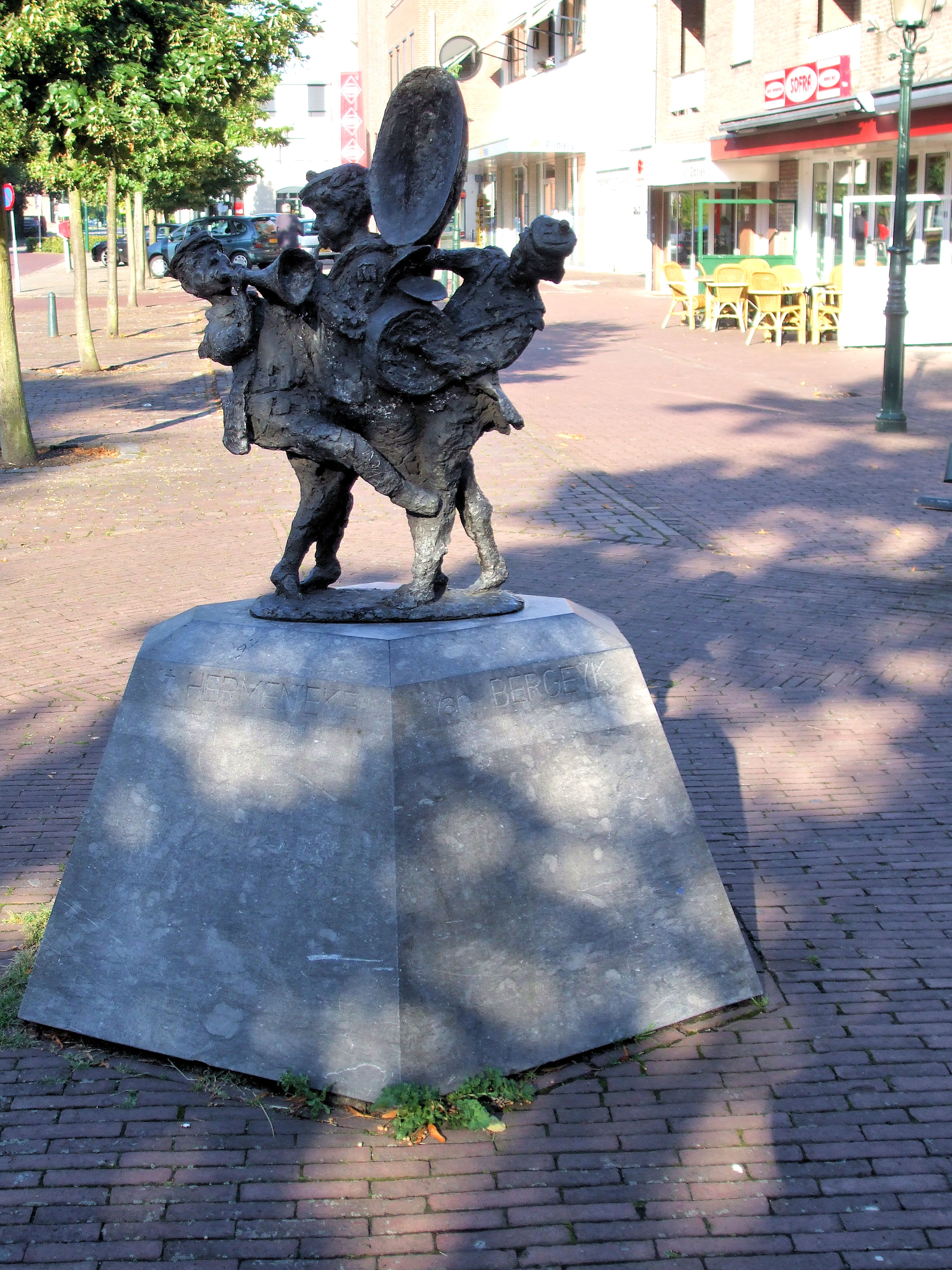
't Hermenieke
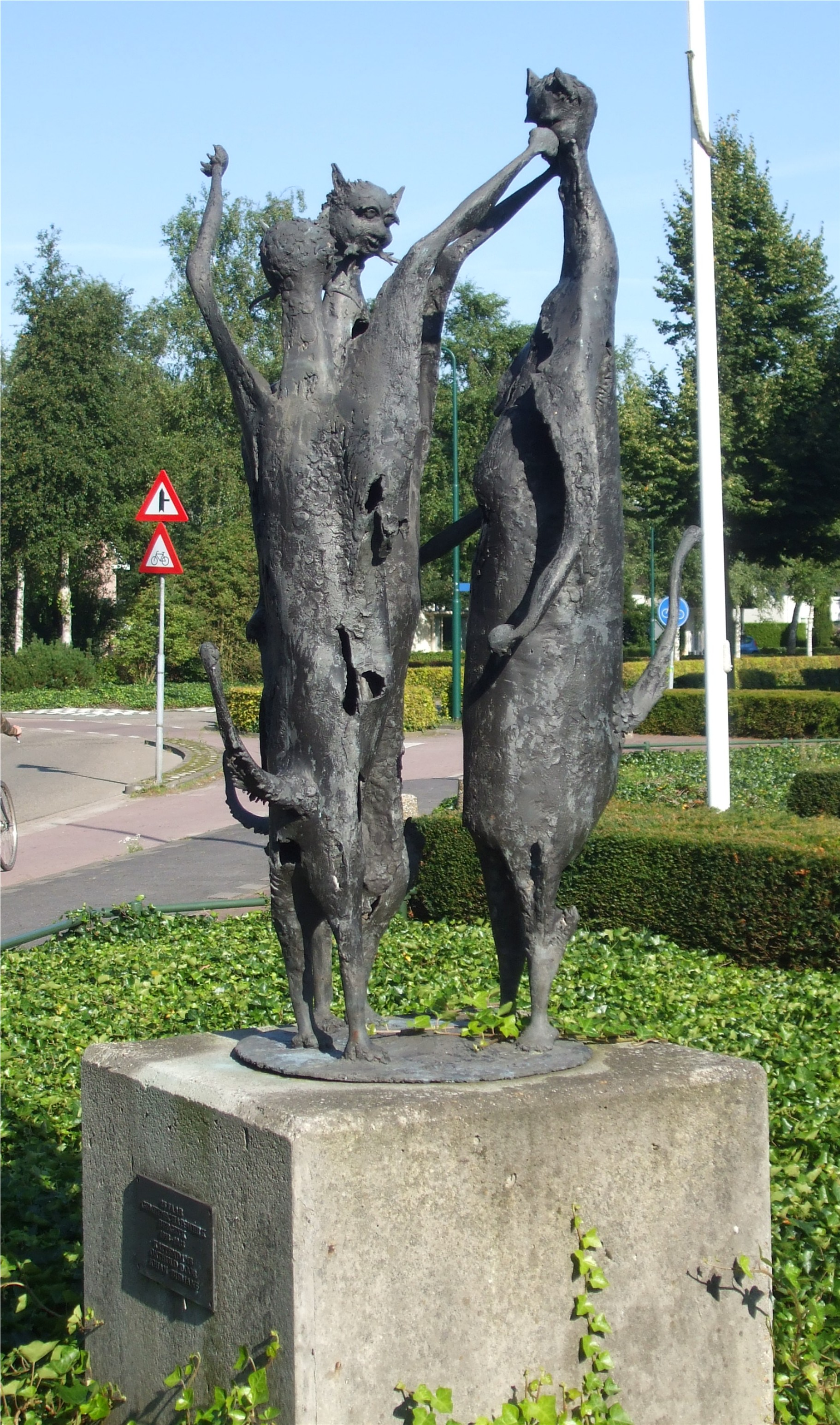
Kattendans

## Natuur en landschap
- Ten zuiden van Bergeijk stroomt de Keersop, waarlangs nog een paar stukjes broekbos liggen. In het dal hiervan heeft ook het kasteel gestaan, in de buurtschap Lijnt. De Beekloop, een zijrivier van de Keersop, kent een reeks vijvers die in verband staan met een viskwekerij. Ook ligt hier de Pastoorswijer, een schilderachtige vijver waar enkele dammetjes in liggen. Iets noordelijker ligt het Koolblieksven. De vijvers zijn voornamelijk met naaldbos omzoomd. Tegenwoordig is een deel van de visvijvers opgenomen in het natuurgebied De Maaij.
- Tegen de Belgische grens aan ligt een vloeiweidegebied. We vinden hier het internationale natuurgebied Plateaux-Hageven.
- Ten noorden van Bergeijk ligt een droog gebied met naaldbossen, afgewisseld met akkers.
- In september 2013 is Bergeijk verkozen tot een van de groenste dorpen in Europa.[3]

## Nabijgelegen kernen
| Aangrenzende kernen | Aangrenzende kernen | Aangrenzende kernen | Aangrenzende kernen | Aangrenzende kernen |
| ------------------- | ------------------- | ------------------- | ------------------- | ------------------- |
| Eersel              |                     | Walik / Riethoven   |                     | Westerhoven         |
|                     |                     |                     |                     |                     |
| Weebosch / Loo      |                     |                     |                     |                     |
|                     |                     |                     |                     |                     |
| Luyksgestel         |                     |                     |                     | Borkel en Schaft    |

## In Bergeijk geboren
- John de Vries (1945-2025), ontwerper
- Arnol Kox (1952-2020), straatpredikant
- Beatrijs Smulders (1952), verloskundige, ondernemer en auteur
- Frans Theuws (1953), archeoloog, historicus en mediëvist
- Frank van der Meijden (1964), politicus
- Tommie van der Leegte (1977), profvoetballer
- Jamie van Lieshout (1991), atlete